# Trdnjava Belvedere
Trdnjava Belvedere (splošno le Belvedere) je trdnjava, ki jo je dal zgraditi veliki vojvoda Ferdinando I. de' Medici med letoma 1590 in 1595 za potrebe obrambe mesta Firence in kot zakladnica dinastije Medici.
V bližini se nahaja Pittijska palača.